# Amos Olatayo
Amos Oladayo Olatayo (26 de septiembre de 1991;Lagos-septiembre de 2022) fue un jugador de baloncesto nigeriano con pasaporte estadounidense que jugó una temporada en el Viten Getafe de la LEB Plata, la tercera división española. Con 1,93 metros de altura lo hacía en la posición de escolta.

## Trayectoria

### Instituto
Se formó en el Alief Elsik High School, situado en Houston (Texas). Fue entrenado por Tim Martin y ganó los honores del distrito como júnior y sénior. Fue dos veces homenajeado como uno de los mejores jugadores de la ciudad durante el All-Star Game de 2006, celebrado en Houston. Ayudó y lideró a los Rams a conseguir dos campeonatos del distrito consecutivos, tanto como júnior como sénior. Promedió 18 puntos por partido como júnior y 22 puntos y 8 rebotes por partido como sénior. Hizo 40 puntos y cogió 12 rebotes en su mejor partido como Ram. Fue nominado McDonald's All-American y clasificado por la web TexasRoundball.com como el 7.º mejor jugador del estado.

### Universidad
Tras graduarse en 2010, se unió a la Universidad de Stephen F. Austin, situada en Nacogdoches, Texas, donde estuvo una temporada (2010-2011) antes de irse a Navarro College, situado en Waxahachie, Texas, perteneciente a la División I de la JUCO y donde jugó durante la temporada 2011-2012. Jugó los dos últimos años (2012-2014) en la Universidad de Luisiana-Monroe, situada en Monroe, Luisiana.

#### Stephen F. Austin
En su año freshman (2010-2011), jugó 24 partidos (ninguno como titular) con los Stephen F. Austin Lumberjacks, promediando 4,2 puntos (60,5 % en tiros de 2 y 34,3 % en triples) y 1,8 rebotes en 8,8 min de media.

#### Navarro College
En su año sophomore (2011-2012), jugó 28 partidos en la NJCAA con los Bulldogs de Navarro College, promediando 9,3 puntos, 3,4 rebotes, 1 asistencia y 1,6 robos de balón, siendo el máximo anotador, el 4.º mejor reboteador y el 2.º en robos de los Bulldogs. Fue elegido en el mejor quinteto de la Región 14 de la División I de la NJCAA y ganó los honores del 'orneo de la Región 14 de la División I' ayudando a los Bulldogs de Navarro College a clasificarse para el torneo nacional de la NJCAA en Hutchinson, Kansas. Fue entrenado por Johnny Estelle en Navarro College.

#### LaMonroe
En su año júnior (2012-2013), ya en las filas de los Warhawks de Louisiana-Monroe, jugó 23 partidos (19 como titular) con un promedio de 15,8 puntos (53,1 % en tiros de 2), 5,7 rebotes y 1,4 robos de balón en 30,8 min. Terminó en la Sun Belt Conference como el 4.º máximo anotador, el 15.º mejor reboteador, el 4.º mejor % de tiros campo, el 8.º mejor % de tiros de 2 y el 8.º en robos de balón.
Lideró al equipo en anotación y fue el 2º en tapones (9) y robos totales (33). Anotó 10 o más puntos en 17 ocasiones (incluyendo los últimos ocho partidos) y 20 o más puntos en 9 ocasiones. Tuvo un 45,9 % en tiros de campo y un 28,2 % en triples. Lideró al equipo en tiros libres intentados (119), teniendo un 58,8 % de efectividad. Elevó su promedio de anotación a 17 puntos por partido durante los partidos de conferencia, anotando 20 o más puntos en ocho partidos de conferencia, incluyendo 30 puntos (máxima anotación de la temporada) con un 12-18 en tiros de campo contra los FIU Panthers, el 2 de febrero de 2013. Fue nombrado Jugador de la Semana por Louisiana Sports Writers Association, tras anotar 24 puntos (9-15 en tiros de campo) contra los Middle Tennessee Blue Raiders el 12 de enero de 2013 y coger 11 rebotes (máximo n.º de rebotes de la temporada) contra los Arkansas State Red Wolves el 19 de enero de 2013.
En su último año, su año sénior (2013-2014), jugó solo 14 partidos (11 como titular) con los Warhawks debido a una lesión de rodilla, promediando 13,2 puntos (55,2 % en tiros de 2 y 31,7 % en triples) y 5,2 rebotes en 28 min.
Disputó un total de 37 partidos (30 como titular) con los Louisiana Monroe Warhawks entre las dos temporadas, promediando 14,5 puntos (54,1 % en tiros de 2), 5,5 rebotes y 1,1 robos de balón en 29,4 min de media.

### Profesional

#### Viten Getafe
Tras no ser elegido en el Draft de la NBA de 2014, vivió su primera experiencia como profesional en la LEB Plata, la tercera división española, ya que el 15 de enero de 2016, el Viten Getafe (equipo vinculado al Montakit Fuenlabrada), anunció su fichaje hasta el final de la temporada 2015-2016.
Jugó 11 partidos de liga con el conjunto getafense, promediando 5,1 puntos (57,7 % en tiros de 2) y 1,6 rebotes en 11,3 min de media.

## Vida personal
Falleció en un accidente de tráfico en septiembre de 2022, a los 30 años de edad.